# Seniorato
Con il termine seniorato si indica il criterio - già seguito in età preislamica e nell'Islam delle origini e in varie realtà statuali del mondo arabo moderno e contemporaneo - per il quale la successione a una carica di governo o anche solo rappresentativa avviene in funzione dell'anzianità e non strettamente agnatizia, da padre a figlio.
L'anzianità (valore fondamentale nel mondo arabo, non solo per le questioni di guida e rappresentanza) sottintende infatti grande esperienza, nonché moderazione e di controllo di sé stessi (ḥilm): qualità che evidentemente mancano a un giovane. A questo, nelle età più antiche arabe, doveva essere aggiunta la memoria del passato, e quindi la capacità di dirimere le controversie insorte nel gruppo recuperando la tradizione consolidata (sunna), i precedenti aviti che fungevano da legge comportamentale (adab) e sanzionatoria. In quest'ultimo caso la scelta dell'arbitro (ḥakam) poteva più di frequente avvenire al di fuori del gruppo, per le caratteristiche di "terzietà" che ciò più facilmente garantiva.
La "legge" del seniorato operò nel corso del periodo califfale cosiddetto "ortodosso" per essere sostituita dalla più nota successione dinastica (padre-figlio) in età omayyade, abbaside o fatimide. 
In età contemporanea essa vale in Arabia Saudita, dove si mantengono maggiormente le antiche tradizioni arabe valide al tempo del Profeta. 